# Herophydrus spadiceus
Herophydrus spadiceus är en skalbaggsart som beskrevs av Sharp 1882. Herophydrus spadiceus ingår i släktet Herophydrus och familjen dykare. Inga underarter finns listade i Catalogue of Life.